# Белая Таежка
Белая Таежка — деревня, входящая в состав Апано-Ключинского сельсовета Абанского района Красноярского края.

## География
Деревня расположена в 31 км к северо-востоку от посёлка Абан (центра Абанского района).

## История
Основано в 1900 г. В 1926 году состояла из 85 хозяйств, основное население — русские. Центр Бело-Таёжского сельсовета Абанского района Канского округа Сибирского края.

## Население
| 1926 | 1989 | 2002 | 2010 |
| ---- | ---- | ---- | ---- |
| 414  | ↘43  | →43  | ↘6   |

## В литературе
Название «Белая Таежка» носит детский фантастический роман Галины Головиной и Николая Горбунова.

## Ссылка
- abinskiy.ru — официальный сайт администрации Абанского района